# جانگ مینهو
جانگ هو گون (کره‌ای: 장호근؛ زادهٔ ۱۱ سپتامبر ۱۹۷۷) که به‌طور حرفه‌ای با نام جانگ مینهو (انگلیسی: Jang Minho) شناخته می‌شود، خواننده اهل کره جنوبی است. او همچنین مدل، رقصنده و مجری تلویزیونی است.

## اوایل زندگی
جانگ هو گون زادهٔ ۱۱ سپتامبر ۱۹۷۷ در بوسان، کره جنوبی بود و زمانیکه که کودک بود، به اینچئون نقل مکان کرد. او کوچک‌ترین فرزند از میان سه خواهر و برادر است. جانگ زمانیکه که دانش آموز دبیرستانی بود، از اینچئون به سئول رفت تا در مدرسه بازیگری حضور پیدا کند. او همچنین در تبلیغات تلویزیونی مختلفی مدل شد.